# Друга посланица Солуњанима
Друга посланица Солуњанима је једна од књига Новог завета. Традиционално се сматра да је књигу написао апостол Павле, јер започиње речима: „Од Павла и Силвана и Тимотија цркви Солунској у Богу оцу нашему и Господу Исусу Христу“, а при завршетку пише: „Поздрав мојом руком Павловом, које је знак у свакој посланици, овако пишем“ (2 Сол 3, 17). Надовезује се на Прву посланицу Солуњанима. Написана је у Коринту око 50. године и спада у најстарије новозаветне списе. Библијска скраћеница је 2 Сол.
Грчки град Солун је други град у Европи у којем је апостол Павле организовао хришћанску заједницу. Неколико месеци након Прве посланице Солуњанима, апостол Павле је написао и Другу посланицу као одговор на двоумљења Солуњана о ускрснућу и поновном Исусовом доласку у слави на крају времена. Апостол Павле поручује да се то неће догодити тако брзо како су они мислили и да ће се пре тога догодити знакови. То ће бити отпад од вере, појава Човека безакоња (Антихриста) и лажних пророка.
Посланица је кратка и има три поглавља. У првом, апостол Павао захваљује Богу што расту вера и љубав међу Солуњанима. Мученике због вере охрабрује, а мучитеље упозорава на могућност казне вечне пропасти. У другом поглављу се објашњава поновни долазак Исуса Христа, док је треће поглавље позив на частан рад и критика лењости и немара: „Јер кад бијасмо у вас, ово вам заповиједасмо, да ако ко неће да ради, да и не једе. Јер чујемо да неки неуредно живе међу вама, ништа не радећи, него окрајче и мијешају се у туђе послове. Таковима заповиједамо и молимо их у Господу нашему Исусу Христу да мирно радећи свој хљеб једу.“ (2 Сол 3, 10-12).